# Торре-де-Есгева
Торре-де-Есгева (ісп. Torre de Esgueva) — муніципалітет в Іспанії, у складі автономної спільноти Кастилія-і-Леон, у провінції Вальядолід. Населення — 79 осіб (2010).
Муніципалітет розташований на відстані близько 160 км на північ від Мадрида, 45 км на схід від Вальядоліда.

## Демографія
Динаміка населення (INE ):